# Diespeck
Diespeck este o comună din landul Bavaria, Germania. Se află la o altitudine de 301 m deasupra nivelului mării. Are o suprafață de 21 km². Populația este de 3.864 locuitori, determinată în 31 decembrie 2023, prin actualizare statistică[*].